# Montgomery (Pennsilvània)
Montgomery és una població dels Estats Units a l'estat de Pennsilvània. Segons el cens del 2000 tenia 1.695 habitants.

## Demografia
Segons el cens del 2000, Montgomery tenia 1.695 habitants, 628 habitatges, i 462 famílies. La densitat de població era de 1.211,9 habitants/km².
Dels 628 habitatges en un 39,3% hi vivien nens de menys de 18 anys, en un 54,5% hi vivien parelles casades, en un 15,1% dones solteres, i en un 26,3% no eren unitats familiars. En el 20,7% dels habitatges hi vivien persones soles el 8,4% de les quals corresponia a persones de 65 anys o més que vivien soles. El nombre mitjà de persones vivint en cada habitatge era de 2,7 i el nombre mitjà de persones que vivien en cada família era de 3,12.
Per edats la població es repartia de la següent manera: un 31,2% tenia menys de 18 anys, un 8% entre 18 i 24, un 31,9% entre 25 i 44, un 18,1% de 45 a 60 i un 10,9% 65 anys o més.
L'edat mediana era de 32 anys. Per cada 100 dones de 18 o més anys hi havia 86,3 homes.
La renda mediana per habitatge era de 33.846 $ i la renda mediana per família de 38.641 $. Els homes tenien una renda mediana de 27.500 $ mentre que les dones 20.648 $. La renda per capita de la població era de 13.763 $. Entorn del 8,6% de les famílies i l'11,8% de la població estaven per davall del llindar de pobresa.

## Poblacions més properes
El següent diagrama mostra les poblacions més properes.